# Overtake!
Overtake! ist eine Anime-Serie aus dem Jahr 2023, die bei Studio Troyca entstand. Die Idee stammt von Ayumi Sekine, Regie führte Ei Aoki. In den zwölf Folgen geht es um einen Fotografen, der in einer beruflichen Krise die lokalen Formel-4-Rennen entdeckt und sich für eines der weniger erfolgreichen Teams begeistert und sie unterstützen will. Das Drama wurde auch international veröffentlicht.

## Handlung
Der Fotograf Kōya Madoka (眞賀 孝哉) kann keine Bilder mehr von Menschen machen, da er wegen eines Traumas Panikattacken bekommt. Daher steckt er auch beruflich in Schwierigkeiten und kann kaum Aufträge annehmen. Seine Redakteurin und Exfrau Saeko Yukihira (雪平 冴子) nimmt ihn mit, um Bilder von einem Formel-4-Rennen zu machen. Madoka beobachtet das Rennen und lernt einige der Teams kennen. Das kleine Team von Komaki Motors hat es ihm besonders angetan, auch wenn sie nicht sehr erfolgreich sind. Doch der Fahrer Haruka Asahina (浅雛 悠), der noch Oberschüler ist, zeigt große Leidenschaft und Talent. In seiner Verzweiflung nach einem missglückten Rennen fotografiert Madoka mit ihm erstmals seit langem wieder einen Menschen. Bald geht Madoka auf Futoshi Komaki (小牧 太) zu, den Besitzer der Firma und des Teams, um sie zu sponsern. Gemeinsam mit seinem Sohn Kotarō Komaki (小牧 錮太郎), der als Mechaniker arbeitet, sind sie die einzigen im Team. Madoka ist erst überrascht, wie teuer das Material für die Rennen ist, engagiert sich dann aber, Sponsoren zu finden. Haruka ist ihm gegenüber erst abweisend, bemerkt aber schließlich, wie sehr Madoka ihnen helfen will.
Die größte Konkurrenz von Komaki Motors und die lokalen Meister sind Belsorriso unter Kyōsuke Ena (笑生 教典). Seine beiden Fahrer Satsuki Harunaga (春永 早月) und Toshiki Tokumaru (徳丸 俊軌) sind ähnlich talentiert wie Haruka. Doch kann sich das Team die beste Ausstattung und regelmäßiges Training leisten. Der erste Fahrer Satsuki ist stets fröhlich und ein Frauenheld. Toshiki ist eher verschlossen, arbeitet hart und wäre eigentlich auch gerne erster Fahrer. Mit Haruka hatte er einmal einen Unfall, wegen dem er nun an zweiter Stelle im Team steht und sich daher noch immer mit Haruka streitet. Als Madoka einen Getränkehersteller als Sponsor für Komaki Motors gewinnen kann, für den Haruka Werbebotschafter werden soll, zeigt sich Haruka mit dem besseren Material deutlich erfolgreicher und kann an die beiden Fahrer von Belsorriso herankommen. Doch durch die von Madoka fotografierte Werbung holt ihn seine Vergangenheit ein: Nach dem Tōhoku-Erdbeben 2011 war er im Katastrophengebiet und veröffentlichte später das Bild, das ein beim Tsunami umgekommenes Mädchen kurz vor ihrem Tod zeigt. Die damalige Kritik an ihm kommt wieder auf und der Sponsor zieht sich daher zurück. Auch Madoka selbst bricht jeden Kontakt zum Team ab. Haruka will ihn zurückgewinnen und erfährt von Saeko über dessen Vergangenheit. Als er ihn wiedergefunden hat, erzählt er Madoka von seiner eigenen Motivation: Sein Vater kam bei einem Formel-4-Rennen in einem Unfall um. Schon damals wollte Haruka ihm nacheifern und es nun endlich einmal selbst auf das Treppchen schaffen.
Durch das Engagement von Haruka und Madoka bekommt Komaki Motors Sponsoring von den Unternehmen aus der Nachbarschaft, die für sie zusammenlegen. So ist das Team wieder besser ausgestattet und nachdem Haruka sich ihm geöffnet hat, ist Madoka optimistischer, mit seiner Hilfe sein Trauma zu überwinden. Als beim nächsten Rennen dann Regen aufzieht, macht er sich jedoch große Sorgen um den jungen Fahrer. Haruka zieht sich schließlich aus dem Rennen zurück. Doch Satsuki verunglückt schwer. Er muss für lange Zeit ins Krankenhaus und fällt bei den Rennen aus. Bei Madoka, der den Unfall nah miterlebt hat, kam sein Trauma zurück. Er verschwindet, während Haruka von Belsorriso angeboten wird, für sie zu fahren. Haruka probiert es aus und würde zweiter Fahrer nach Toshiki. Den Streit mit ihm kann er so endlich klären und nun, als erster Fahrer, erfährt Toshiki auch, unter welchem Druck Satsuki immer gestanden hat. Der kämpft sich in der Zwischenzeit in der Reha wieder nach oben, um möglichst bald wieder mitfahren zu können. Haruka gibt das Fahren für Belsorriso wieder auf und begibt sich auf die Suche nach Madoka. Er findet ihn in Tōhoku, wo er die Menschen besucht, die er während der Katastrophe getroffen hatte. Gemeinsam besuchen sie auch den Großvater des Mädchens, das Madoka zwar fotografieren, aber nicht mehr retten konnte. Auch wenn einige Angehörige ihm noch immer Vorwürfe machen, ist der Großvater glücklich, dass Madoka am Abend vor dem Erdbeben noch die letzten glücklichen Momente mit seiner Enkelin festgehalten hat. Erleichtert kehren beide zurück. Beim nächsten Rennen ist auch Satsuki wieder dabei, aber noch nicht so fit wie früher. Mit der nun guten Ausrüstung gelingt es Haruka endlich, auf den ersten Platz zu kommen, und Madoka hat sein Trauma überwunden und kann den Sieg für ihn festhalten.

## Produktion und Veröffentlichung
Die Idee zur Serie stammt von Ayumi Sekine, die sie für Kadokawa und das Studio Troyca entwickelt hat. Die Umsetzung fand unter der Regie von Ei Aoki bei Studio Troyca statt. Das Charakterdesign wurde von Takako Shimura entwickelt und von Masako Matsumoto für die Animationen adaptiert. Die künstlerische Leitung lag bei Akira Itō, die Tonarbeiten leitete Jin Aketagawa und für die Computeranimationen waren Masaya Machida und Mitsutaka Iguchi verantwortlich. Tomoyoshi Katō war für die Kameraführung zuständig.
Der Anime wurde erstmals im Januar 2023 angekündigt. Die zwölf Folgen mit je 23 Minuten Laufzeit wurden vom 1. Oktober bis 17. Dezember 2023 von den Sendern Tokyo MX, AT-X, Sun TV, BS11 und TV Aichi in Japan gezeigt. Parallel dazu fand die internationale Veröffentlichung über die Plattform Crunchyroll statt, unter anderem mit deutschen und englischen Untertiteln.

### Synchronisation
| Rolle            | japanischer Sprecher (Seiyū) |
| ---------------- | ---------------------------- |
| Haruka Asahina   | Anan Furuya                  |
| Kōya Madoka      | Katsuyuki Konishi            |
| Saeko Yukihira   | Ayumi Tsunematsu             |
| Satsuki Harunaga | Kengo Kawanishi              |
| Futoshi Komaki   | Kenta Sasa                   |
| Kyōsuke Ena      | Masayuki Katō                |
| Arisu Mitsugawa  | Reina Ueda                   |
| Toshiki Tokumaru | Taku Yashiro                 |
| Kotarō Komaki    | Tasuku Hatanaka              |

### Musik
Das Opening-Lied Tailwind wurde gesungen von Kanae. Für den Abspann wurde Good Luck von Tasuku Hatanaka verwendet. Den Soundtrack komponierte Kana Utatane.